# Pacoima
Pacoima est un quartier de la ville de Los Angeles, en Californie, situé dans la vallée de San Fernando.

## Démographie
La population du quartier s'élevait à 81 318 habitants en 2008, d'après une estimation de la ville.

## Transports
Les principales routes qui traversent le quartier ou y passent à proximité sont les interstates 405 et 210, ainsi que la California State Route 170 (en). Des bus de la LACMTA y circulent.
Par ailleurs, l'aéroport Whiteman (en) se situe dans le quartier.

## Personnalités liées
- Ritchie Valens, rockeur américain, y est né en 1941[4].